# Erythroecia suavis
Psectrotarsia suavis là một loài bướm đêm trong họ Noctuidae.